# Самед Єшіл
Самед Єшіл (нім. Samed Yeşil, нар. 25 травня 1994, Дюссельдорф) — німецький футболіст, нападник.
Виступав, зокрема, за клуб «Ліверпуль», а також юнацьку збірну Німеччини.

## Клубна кар'єра
Народився 25 травня 1994 року в місті Дюссельдорф.
У дорослому футболі дебютував 2012 року виступами за команду «Баєр 04», в якій того року взяв участь в одному матчі чемпіонату. Також грав за другу команду.
Своєю грою за останню команду привернув увагу представників тренерського штабу клубу «Ліверпуль», до складу якого приєднався 2012 року. Відіграв за мерсісайдців наступні три сезони своєї ігрової кар'єри.
Згодом з 2015 по 2023 рік грав у складі команд «Люцерн», «Паніоніос», «Юрдінген 05», «Анкара Демірспор», «Гомберг», «Теніс» та ««Ратінген 04/19»».
До складу клубу «Маратон» приєднався 2023 року.

## Виступи за збірні
У 2010 році дебютував у складі юнацької збірної Німеччини (U-16), загалом на юнацькому рівні взяв участь у 33 іграх, відзначившись 30 забитими голами.

## Титули і досягнення
- Найкращий бомбардир Чемпіонату Європи (U-17): 2011